# José Herrera (futbolista boliviano)
José Orlando Herrera Taborga (Cobija, Bolivia; 9 de mayo de 2003) es un futbolista boliviano. Juega de centrocampista en el Always Ready de la Primera División de Bolivia. Es internacional absoluto por la selección de Bolivia desde 2022.

## Trayectoria
Formado en el Club Bolívar, Herrera firmó su primer contrato y ascenso al primer equipo con el club en octubre de 2020. Debutó en Bolivar el 28 de noviembre ante el Oriente Petrolero.
En junio de 2022 fue cedido al SC São João Ver.

## Selección nacional
Fue citado al Campeonato Sudamericano Sub-20 de 2023.
Debutó en la selección de Bolivia el 30 de marzo de 2022 ante Brasil, fue victoria brasileña por 4-0.

## Estadísticas
Actualizado al último partido disputado el 16 de octubre de 2022
| Club                  | Div.          | Temporada     | Liga  | Liga  | Copas nacionales | Copas nacionales | Copas internacionales | Copas internacionales | Total | Total |
| Club                  | Div.          | Temporada     | Part. | Goles | Part.            | Goles            | Part.                 | Goles                 | Part. | Goles |
| --------------------- | ------------- | ------------- | ----- | ----- | ---------------- | ---------------- | --------------------- | --------------------- | ----- | ----- |
| Bolívar · Bolivia     | 1.ª           | 2020          | 7     | 1     | —                | —                | 0                     | 0                     | 7     | 1     |
| Bolívar · Bolivia     | 1.ª           | 2021          | 4     | 0     | —                | —                | 0                     | 0                     | 4     | 0     |
| Bolívar · Bolivia     | 1.ª           | 2022          | 12    | 0     | —                | —                | 3                     | 0                     | 15    | 0     |
| Bolívar · Bolivia     | Total club    | Total club    | 23    | 1     | 0                | 0                | 3                     | 0                     | 26    | 1     |
| São João Ver Portugal | 3.ª           | 2022-23       | 0     | 0     | 1                | 0                | —                     | —                     | 1     | 0     |
| São João Ver Portugal | Total club    | Total club    | 0     | 0     | 0                | 0                | 0                     | 0                     | 1     | 0     |
| Total carrera         | Total carrera | Total carrera | 23    | 1     | 1                | 0                | 3                     | 0                     | 27    | 1     |